# Sekundærrute 453
De Sekundærrute 453 is een secundaire weg in Denemarken. De weg loopt van Nørre-Snede via Bryrup en Voerladegård naar Skanderborg. De Sekundærrute 453 loopt door Midden-Jutland en is ongeveer 30 kilometer lang.